# Großer Rehschröter
Der Große Rehschröter (Platycerus caprea) ist ein Käfer aus der Familie der Schröter. Die Art ist neben dem Kleinen Rehschröter (P. caraboides) der einzige Vertreter ihrer Gattung in Mitteleuropa.

## Merkmale
Die Käfer erreichen eine Körperlänge von 13 bis 15 Millimetern und haben einen stark glänzenden, meist metallisch grün bis blau gefärbten Körper. Ebenso wie beim Kleinen Rehschröter ist diese Färbung sehr variabel, wodurch die beiden Arten nur sehr schwer zu unterscheiden sind. Der Körper dieser Art ist etwas größer und weniger gedrungen als der des Kleinen Rehschröters. Außerdem sind beim Großen Rehschröter die Hinterwinkel des Halsschilds stumpf und die Punktierung des Halsschilds an den Seiten durch glatte, schwielige Stellen unterbrochen, beim Kleinen Rehschröter dagegen sind die Hinterwinkel rechtwinklig und die Punktierung dichter und gleichmäßiger.

## Vorkommen
Die Art ist von Mitteleuropa bis Westasien verbreitet. Im Norden reicht die Verbreitung bis an die Ostsee sowie nach Südschweden. Sie fehlt entsprechend auf den Britischen Inseln und dem Hauptteil von Skandinavien, außerdem südlich der Pyrenäen sowie an der Nordseeküste von Westfrankreich bis nach Dänemark sowie in Griechenland und in großen Teilen des Balkan. Der Käfer bevorzugt gebirgige, kühle und feuchte Lagen (montane Verbreitung) und ist entsprechend vor allem in den Laubwäldern, bevorzugt Buchenmischwäldern, in hohen Mittelgebirgen und Hochgebirgen bis zu 2000 m Höhe anzutreffen. Nachweise im Vogelsberg begannen erst ab 500 m Höhe, in niedrigeren Lagen wurde nur der Kleine Rehschröter nachgewiesen.
Die Art ist Mitteleuropa selten, sie ist in der Roten Liste gefährdeter Arten in Deutschland nicht eingestuft, wird jedoch in einzelnen Bundesländern  als „stark gefährdet“ (Kategorie 2) und „vom Aussterben bedroht“ (Kategorie 1) geführt.

## Lebensweise
Die Larven entwickeln sich hauptsächlich in faulem Totholz von verschiedenen Laubbäumen, auch in Baumstubben und liegenden Holzteilen sowie in Holzpfählen. Zum Spektrum der nachgewiesenen Nahrungspflanzen gehören Buchen, Birken, Erlen, Vogelkirschen, Eichen, Bergahorne und Tannen. Zudem ist die Art häufig mit dem Birkenporling (Piptoporus betulinus) und anderen Pilzen assoziiert. Ihre Entwicklung dauert drei Jahre, die Verpuppung erfolgt im Holz. 